# Ponori
Ponori is een plaats in de gemeente Otočac in de Kroatische provincie Lika-Senj. De plaats telt 111 inwoners (2001).